# Spelersmakelaar
Een spelersmakelaar, ook wel zaakwaarnemer of voetbalmakelaar genoemd, behartigt de belangen van profvoetballers of betaaldvoetbalorganisaties in het kader van arbeidsovereenkomsten of transfers.
Er zijn speciale spelersmakelaarsbureaus (sportmanagementbureaus) met meerdere makelaars. Sommige profvoetballers nemen geen spelersmakelaar in de hand, maar laten dit over aan een familielid. Een bekend voorbeeld is Rob Cohen, die zaakwaarnemer was van zijn schoonzoon Ronald de Boer en diens tweelingbroer Frank.
Enkele bekende Nederlandse zaakwaarnemers zijn Rob Jansen en Karel Jansen jr. van Sport Promotion (het latere Wasserman Media Group), die onder meer Phillip Cocu, Dennis Bergkamp, Dirk Kuijt, Roy Makaay, Mark van Bommel en Edwin van der Sar als klant hadden. Andere bekende namen zijn Ger Lagendijk (inmiddels overleden) (onder meer Ronald en Erwin Koeman), Chiel Dekker (onder anderen Mateja Kežman, Andy van der Meyde en Kennedy Bakırcıoğlu) en Arnold Oosterveer (Soccer Vision, onder anderen Klaas-Jan Huntelaar). De Deense oud-speler Søren Lerby is directeur van Essel Sports Management, dat met onder meer Sjaak Swart en Ramon van der Vaart de belangen behartigt van onder meer Rafael van der Vaart, John Heitinga en Wesley Sneijder.
Zaakwaarnemers kent men ook in andere takken van sport, al gebruikt men dan niet de term 'spelersmakelaar'. Een bekend voorbeeld is Patrick Wouters van den Oudenweijer, oprichter van House of Sports, die de commerciële belangen van onder meer Pieter van den Hoogenband, Rintje Ritsma, Michael Boogerd en Mark Huizinga heeft vertegenwoordigd.

## Zaakwaarneming volgens de wet
Zie het artikel zaakwaarneming voor de betekenis van deze term zoals die in de wet vastgelegd is - deze wijkt af van wat in de sportwereld gangbaar is.